# Slot A
A Slot A elnevezés annak a 242 csatlakozós egy élű csatlakozóaljzatnak a fizikai és elektromos specifikációira vonatkozik, amelyet az AMD Athlon processzorainak korai változatánál alkalmaztak.
A Slot A tehát az AMD híres Athlon processzorcsaládjának tokozása, amely processzortípus elsőként nyerte meg a konkurens Intel-lel való, „az első gyárilag 1 GHZ-es processzor” címért folyó versengést. Az 1000 Mhz-es Athlon processzorral a későbbiekben új tokozásban, a Socket A-ban találkozhattak a fogyasztók. A Socket A-s Athlonok egészen 1400Mhz órajelig voltak elérhetők. 
Ez a processzor nyerte az 1999-es év környékén a legjobb Gamer PC-kbe való processzor díjat is. 
A (más néven) Athlon Classic 1999-ben jelent meg a piacon. Kódneve „K7”. Tokozásilag kezdetben a Slot A szabványt használta, később áttért a cég a Socket A formátumra. Ebben a processzorban debütált a 3DNowEx utasításkészlet. Az Athlon az Alpha EV6 buszra épül és támogatja a többprocesszoros üzemmódot.
A Slot A korszakban a magban csak az elsőszintű gyorsítótár volt, a másodszintű gyorsítótár magára a kártyára került, a processzor sebességénél lassabb verzióban. Az osztó a CPU és az L2 gyorsítótár sebessége között 1/2 vagy 2/3 volt. Egyszerűen nem tudtak elég gyors cache chipeket előállítani nagy mennyiségben, ezért kellett a csökkentett sebesség. Ezt hívták Slot A Athlonnak, 500 és 1000 Mhz közötti órajeleken lehetett megvásárolni. Hivatalosan nem adták ki, de létezett egy 1100 Mhz-es verzió is (ezzel párhuzamosan még nem volt Duron).